# Lough Oughter Complex SPA
Lough Oughter Complex SPA este o arie protejată (arie de protecție specială avifaunistică — SPA) din Irlanda întinsă pe o suprafață de 1.972,94 ha, integral pe uscat.

## Localizare
Centrul sitului Lough Oughter Complex SPA este situat la coordonatele 54°01′14″N 7°27′35″W / 54.0205°N 7.4598°V.

## Înființare
Situl Lough Oughter Complex SPA a fost declarat arie de protecție specială avifaunistică în noiembrie 1995 pentru a proteja 14 specii de animale.

## Biodiversitate
Situată în ecoregiunea atlantică, aria protejată nu include niciun habitat protejat.
La baza desemnării sitului se află mai multe specii protejate de  păsări (14): rață pitică (Anas crecca), rață fluierătoare (Anas penelope), rață mare (Anas platyrhynchos), Anser albifrons flavirostris, rață-cu-cap-castaniu (Aythya ferina), rața moțată (Aythya fuligula), Bucephala clangula, lebădă de iarnă (Cygnus cygnus), pescăruș râzător (Larus ridibundus), culic mare (Numenius arquata), cormoran mare (Phalacrocorax carbo), corcodel mare (Podiceps cristatus), chiră de baltă (Sterna hirundo), nagâț (Vanellus vanellus).
Pe lângă speciile protejate, pe teritoriul sitului au mai fost identificate 3 specii de păsări.